# Live on the Test
Live on the Test is een studioalbum van Rick Wakeman met het English Rock Ensemble. Wakeman bevond zich op de toppen van zijn roem met soloalbums en werd door de BBC gevraagd voor Old Grey Whistle Test. Het album is curieus omdat er een drietal nummers zijn te horen van No Earthly Connection. De geluidskwaliteit is zoals opnamen in 1976 waren, een beetje rommelig.   
Het album werd opgenomen in 1976, maar pas in 1994 uitgebracht.

## Musici
- Rick Wakeman – toetsinstrumenten
- Ashley Holt – zang
- John Dunsterville – gitaar, banjo
- Martin Shields, Reg Brooks –blazers
- Roger Newell – basgitaar, zang
- Tony Fernandez – slagwerk

## Muziek
| Nr. | Titel                             | Duur  |
| --- | --------------------------------- | ----- |
| 1.  | Recollection                      | 13:50 |
| 2.  | Part IV; The realisation          | 5:12  |
| 3.  | Sir Lancelot and the black knight | 5:47  |
| 4.  | Part III; The spaceman            | 4:25  |
| 5.  | Catherine Parr                    | 10:17 |
| 6.  | The prisoner                      | 7:36  |
| 7.  | Merlin the magician               | 7:29  |